# Stockholmer Ausstellung 1866

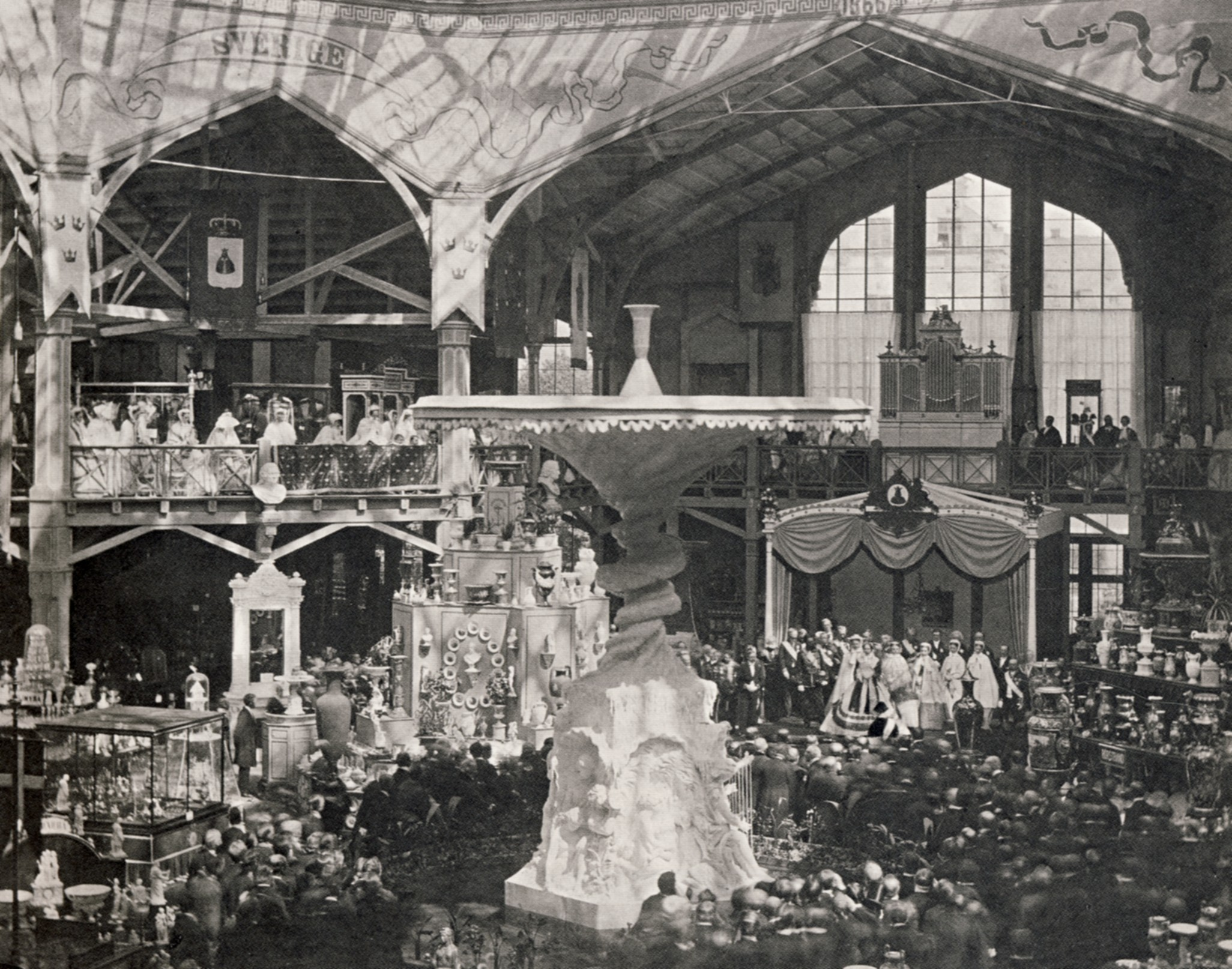
Industriehalle im Kungsträdgården am 15. Juni 1866

Die Stockholmer Ausstellung 1866 (schwedisch Stockholmsutställningen 1866) war die erste internationale Kunst- und Industrieausstellung in Schweden. Etwa 3800 Aussteller aus Schweden, Dänemark, Finland und Norwegen nahmen daran teil. Ausstellungsorte waren die temporäre Industriehalle im heutigen Kungsträdgården und das Nationalmuseum auf Blasieholmen.
Die dänische Niederlage 1864 bedeutete das Ende des Skandinavismus als politische und militärische Vision der Zusammenarbeit – stattdessen setzte man auf wirtschaftliche und kulturelle Kooperation.
Die Stockholmer Ausstellung von 1866 bildete hier die erste einer Reihe von Großausstellungen, zu der die Kopenhagener Ausstellungen von 1872 und 1888 zählen und die Stockholmer Ausstellung 1897.
Die Ausstellung wurde am 15. Juni 1866 von Kronprinz Oscar, dem späteren König Oscar II. eröffnet. Das Ausstellungsgebäude im Kungsträdgården war ein Holzbau mit achteckiger Glaskuppel nach dem Vorbild des Londoner Crystal Palace. Architekt war Adolf W. Edelsvärd, der wenig später den Stockholmer Zentralbahnhof errichtete.
Die Ausstellung brachte nicht den erwünschten Erfolg. Den Auslagen von 400.000 Riksdaler standen Einnahmen von 135.000 Riksdaler gegenüber. Von den erhofften 500.000 Besuchern aus dem Ausland kamen lediglich rund 50.000.

## Andere Großausstellungen in Schweden
- Stockholmer Ausstellung 1897
- Stockholmer Kunstgewerbe-Ausstellung 1909
- Baltische Ausstellung, Malmö 1914
- Stockholmer Ausstellung 1930, Stockholmsutställningen 1930
- Helsingborger Ausstellung 1955, H55
- H99, Helsingborgausstellung 1999